# Frederickton (Newfoundland en Labrador)
Frederickton is een gemeentevrije plaats in de Canadese provincie Newfoundland en Labrador. De plaats ligt aan de Kittiwake Coast in het noorden van het eiland Newfoundland.

## Geografie
Frederickton ligt aan een zuidelijke inham van Sir Charles Hamilton Sound, een grote zeestraat aan de noordkust van Newfoundland. Het dorp ligt aan provinciale route 332 ten westen van Noggin Cove en ten noorden van Davidsville.

## Demografie
In 1991 telde de designated place Frederickton 385 inwoners. In 2016 woonden er in het dorp nog 221 inwoners, wat neerkomt op een daling van 42,6% in 25 jaar tijd.

## Galerij

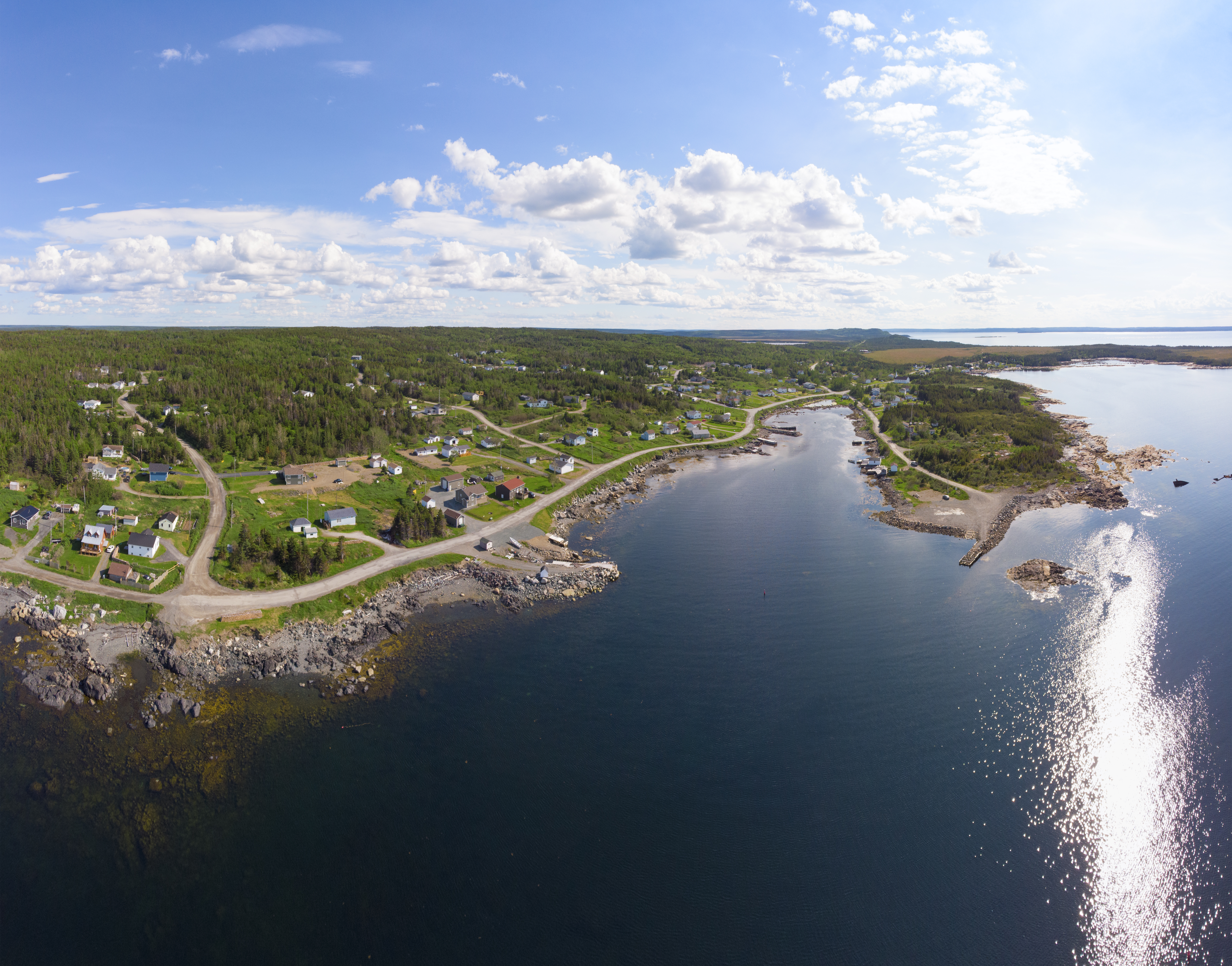
Luchtbeeld van Frederickton
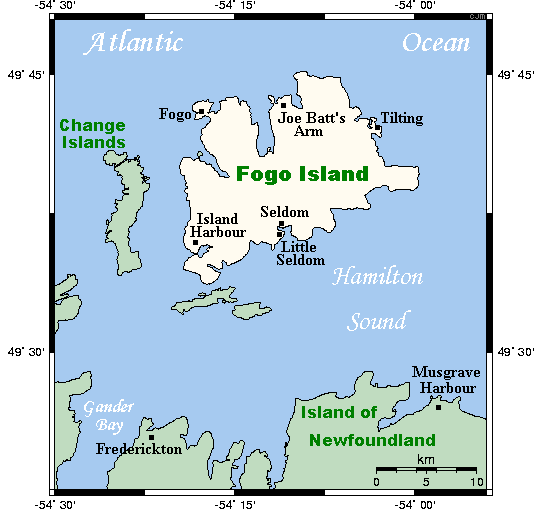
Simplistische landkaart met aanduiding van het dorp